# Mihajlo Mandić
Mihajlo Mandić (serbisch-kyrillisch Михајло Мандић, * 31. Juli 2000) ist ein serbischer Leichtathlet, der sich auf den Sprint spezialisiert hat.

## Sportliche Laufbahn
Erste internationale Erfahrungen sammelte Mihajlo Mandić im Jahr 2019, als er bei den U20-Europameisterschaften in Borås mit 22,53 s in der ersten Runde im 200-Meter-Lauf ausschied. 2021 schied er dann bei den Balkan-Meisterschaften im heimischen Smederevo mit 10,83 s in der Vorrunde über 100 m aus und belegte in 40,98 s den fünften Platz mit der serbischen 4-mal-100-Meter-Staffel. 
2021 wurde Mandić serbischer Meister im 200-Meter-Lauf.

## Persönliche Bestzeiten
- 100 Meter: 10,55 s (+1,7 m/s), 5. Juni 2021 in Kraljevo
  - 60 Meter (Halle): 6,91 s, 6. Februar 2021 in Belgrad
- 200 Meter: 21,69 s (+1,1 m/s), 9. Juni 2019 in Belgrad
  - 200 Meter (Halle): 21,85 s, 24. Januar 2021 in Belgrad